# Honiggebende Wolfsmilch
Die Honiggebende Wolfsmilch (Euphorbia mellifera) ist eine Pflanzenart aus der Gattung Wolfsmilch (Euphorbia) in der Familie der Wolfsmilchgewächse (Euphorbiaceae). Ihr spanischsprachiger Trivialname lautet „Tabaiba silvestre“, der portugiesische „Figuera do Inferno“ oder „Alindres“.

## Beschreibung

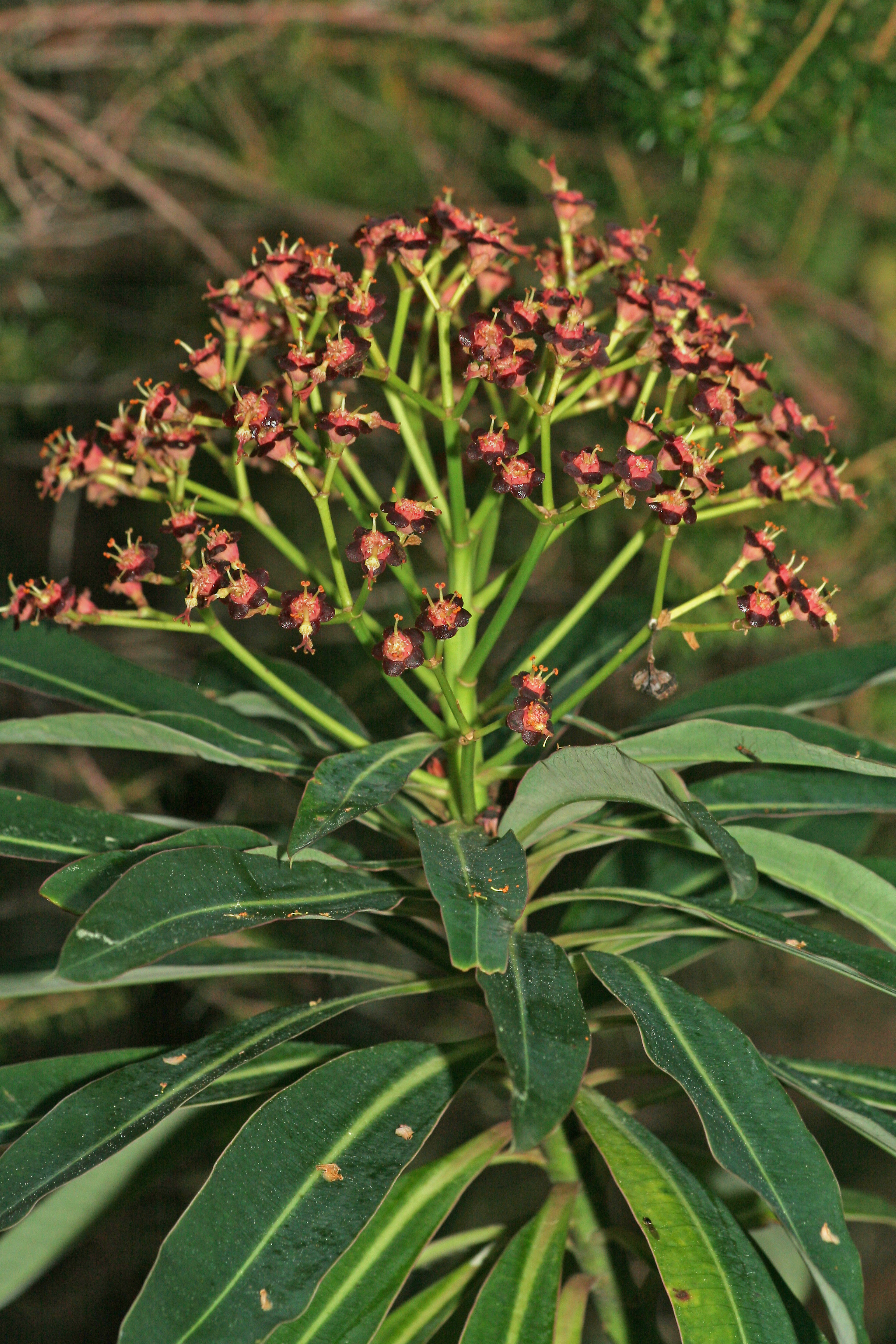
Laubblätter und Blütenstand

Euphorbia mellifera ist eine baumförmig wachsende Pflanze mit Wuchshöhen bis zu 15 Metern. Der Stamm ist grau und glatt. Die Laubblätter sitzen rosettenartig gehäuft am Ende der relativ dünnen Äste. Die Blattoberseite ist dunkelgrün und die -unterseite graugrün, fast kahl, mit kräftigem blassen Mittelnerv. Die Blattspreite ist bei einer Länge von bis 18 Zentimetern länglich-lanzettlich und bespitzt.
Die Blütezeit reicht von Februar bis April, selten bis Mai. Der endständige, rispige Blütenstand ist behaart. Die Tragblätter sind länglich eiförmig und gewimpert. Das Cyathium besitzt etwa 6,5 Millimeter lange verkehrt-eiförmige, purpurfarbene Brakteolen und die purpurroten Nektardrüsen sind quer-eiförmig. Die Blüten duften.
Der Chromosomensatz ist diploid und beträgt 2n = 40.

## Ökologie
Die Zikadenart Asianidia melliferae Quartau & Remane (1996) lebt auf Madeira auf Euphorbia mellifera. Diese Zikadenart ist vermutlich monophag, das heißt, sie kommt an keiner anderen Pflanzenart vor.

## Vorkommen und Gefährdung
Die Honiggebende Wolfsmilch kommt auf den Kanareninseln Teneriffa (nur Anaga-Gebirge), La Palma und La Gomera sowie auf Madeira vor. In Neuseeland ist Euphorbia mellifera selten verwildert, aber wohl noch nicht eingebürgert.
Auf den Kanaren ist sie sehr selten und gilt als „vom Aussterben bedroht“ (CR, „Critically Endangered“). Auf Madeira ist sie noch häufiger. Die Art steht auf der Roten Liste der IUCN und gilt als nicht gefährdet (Least Concern).
Die Honiggebende Wolfsmilch wächst an feuchten und schattigen Standorten. Euphorbia mellifera wächst meist im Unterstand von Lorbeerwäldern (Laurisilva). Auf Madeira ist sie besonders häufig an den Levadas genannten künstlichen Wasserläufen innerhalb des Waldes, kommt aber auch an natürlichen Wasserläufen vor.

## Taxonomie
Die Erstbeschreibung der Art erfolgte 1789 durch William Aiton. Ein älteres Synonym für Euphorbia mellifera Aiton ist der ein Jahr früher publizierte Name Euphorbia longifolia Lam. nom. rej. Der Grund ist, dass dieser Name Jahrhunderte vergessen und nicht verwendet worden war. Außerdem existiert noch das Homonym Euphorbia longifolia D.Don, das zu Verwechslungen Anlass geben kann. Dieses Homonym ist ein Synonym von Euphorbia pseudosikkimensis (Hurus. & Yu.Tanaka) Radcl.-Sm. (Syn.: Euphorbia donii Oudejans), eine Art im Himalaja.

## Nutzung
Euphorbia mellifera wird als Zierpflanze verwendet und in Kübeln, Parks und Gärten kultiviert.